# Серпеница
Серпеница (пол. Sierpienica) — река в Польше, левый приток Скрвы, протяжённостью 52,4 км. Площадь водосборного бассейна — 395,8 км².
Река начинается около Бельска. Затем течёт в северном направлении по открытой местности через населённые пункты Смилово, Медусы-Сыпнево, Слюпя, Петрыкозы, затем меняет направление течения на северо-западное. Протекает через Схабаево, Громбец, Борково-Косьцельне. В низовьях протекает через Серпц. В верховьях канализирована. Расход воды в устье — 0,7 м³/с.
Серпеница протекает по широкой, иногда заболоченной долине, а окружающее плато состоит из песков и глин.